# Carl Marx (Sänger)

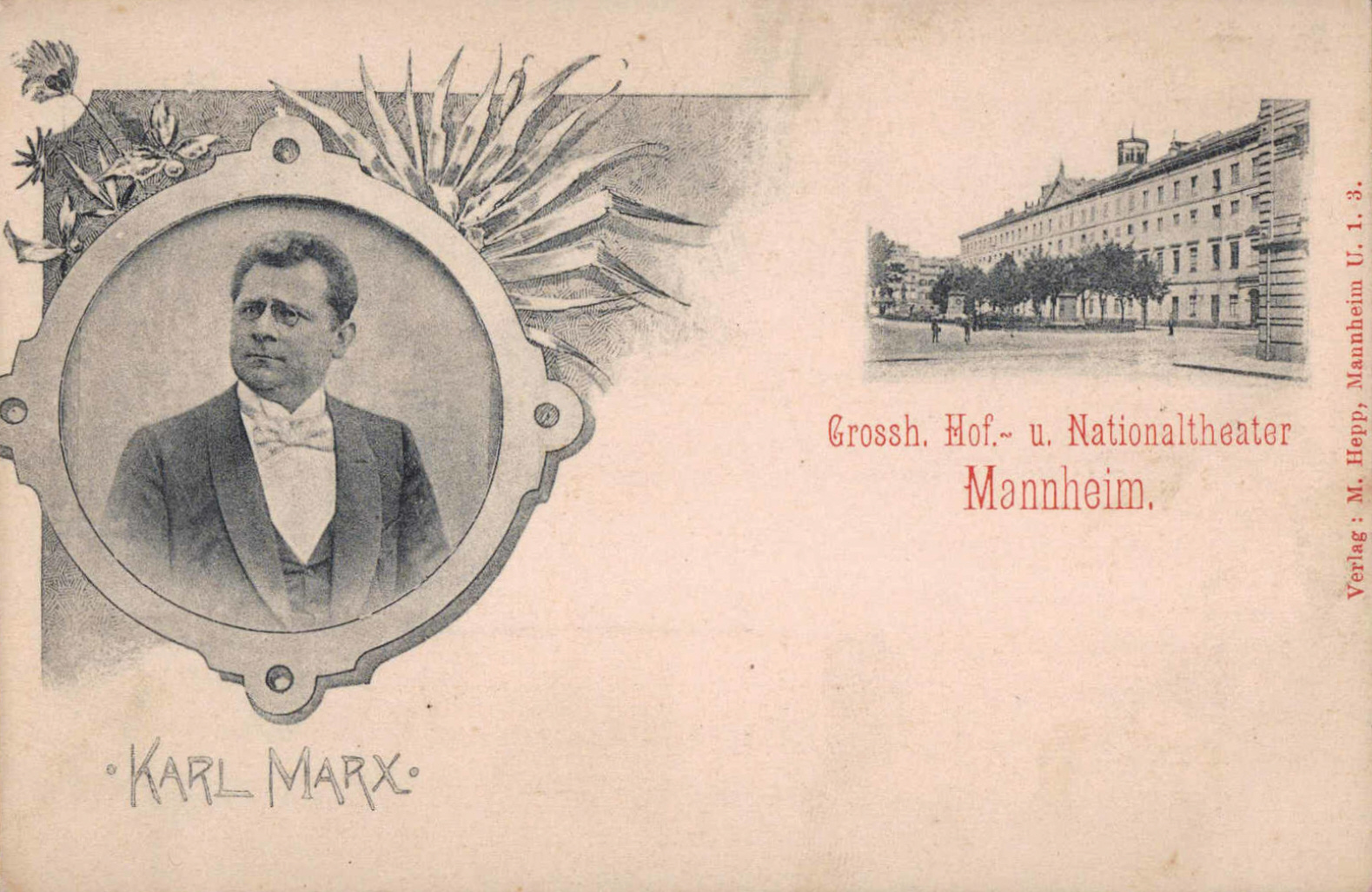
Carl Marx und das Nationaltheater Mannheim (Ansichtskarte)

Carl Marx, auch Karl Marx (* 23. Juli 1861 in Würzburg; † 8. Juli 1933 in Mannheim) war ein deutscher Opernsänger (Bass) und Theaterregisseur.

## Leben
Nach vollendeter Ausbildung begann Marx seine Bühnenlaufbahn 1887 in Würzburg, wirkte von 1888 bis 1893 in Straßburg und wurde 1894 Ensemblemitglied am Hof- und Nationaltheater in Mannheim.
Über sein Wirken schreibt Ludwig Eisenberg in seinem Personenlexikon von 1903: Marx wurde längst als kraftvoller, stimmgewaltiger Bassbuffo bezeichnet, dessen prächtiger Humor stets unbedingte Wirkung erzielt. Seine Stimme ist von großer Klangschönheit und wie er in komischen Partien seines Faches hervorragte, so hatte er auch wiederholt Beweise gegeben, dass er seriöse Basspartien nicht minder erfolgreich zu beherrschen verstand. Er war ein Sänger von großer musikalischer Intelligenz, dessen echt künstlerische Ausgestaltung der Charaktere gerechte Würdigung erfuhr.
Ab 1903 wurde Marx an die Hofoper in München verpflichtet. Er ging aber bald nach Mannheim zurück und wirkte dort bis zu seinem Lebensende. Von 1912 bis 1927 war er dort auch als Regisseur tätig.

## Rollen (Auswahl)
- Bombardon – Das goldene Kreuz (Ignaz Brüll)
- Falstaff – Die lustigen Weiber von Windsor (Otto Nicolai)
- Leporello – Don Giovanni (Wolfgang Amadeus Mozart)
- Baculus – Der Wildschütz (Albert Lortzing)
- Plumkett – Martha (Friedrich von Flotow)
- van Bett – Zar und Zimmermann (Albert Lortzing)
- Hunding – Die Walküre (Richard Wagner)
- Hagen – Götterdämmerung (Richard Wagner)
- Sarastro – Die Zauberflöte (Wolfgang Amadeus Mozart)
- Repela – Der Corregidor (Hugo Wolf) – in der Uraufführung 1896